# マルコ・ミンネマン

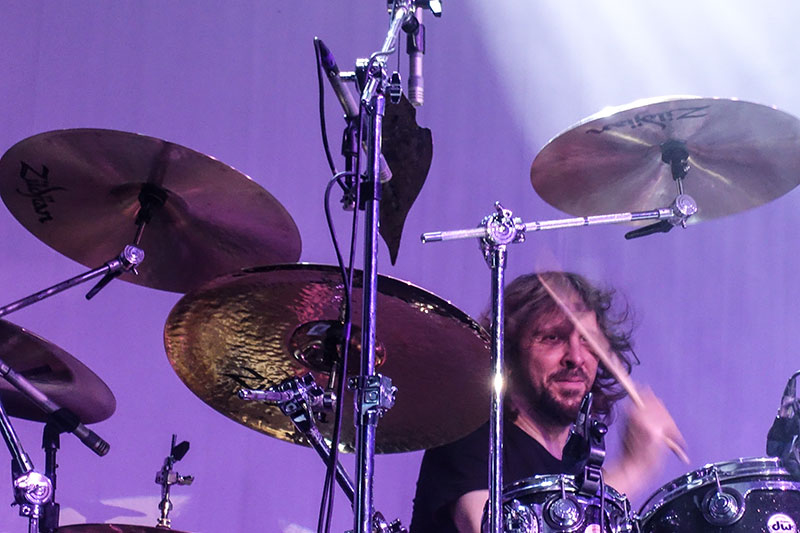
オーフスでのマルコ・ミンネマン（2016年）

マルコ・ミンネマン（Marco Minnemann、1970年12月24日生まれ）は、ドイツのドラマーであり、作曲家であり、マルチプレイヤーである。カリフォルニア州サンディエゴ在住。
マルコ・ミンネマンは多数のソロCDを発表している。それらのほとんどで、すべての楽器とボーカルを演奏している。彼はインターディペンデンス（interdependence、相互依存性）と呼ばれる非常に高度なドラム・テクニックを開発し、それぞれの足または手を使ってさまざまなパターンを演奏できることで知られており、このコンセプトを解説する何冊かの指導書を出版している。
ミンネマンは、アダルトスイムで放送された「Titmouse」のアニメーション・シリーズ『Metalocalypse』で追加ゲストとして声の出演をした。
2011年には、マイク・ポートノイが2010年にバンドを脱退した後に行われたドリーム・シアターの一連のオーディションにおいて準優勝している。
ミンネマンは、他のいくつかのグループとも共演している。1992年から1998年まではドイツのクロスオーバー・バンド「Freaky Fukin Weirdoz」のメンバーとして4枚のアルバムを録音し、1998年から1999年までドイツのロック・バンド「H-Blockx」のメンバーとしてアルバム『Fly Eyes』を録音した。2011年から2016年までは、スティーヴン・ウィルソンのスタジオ・バンドのメンバーとなり、時には彼のツアー・バンドのメンバーも務めた。ロック・グループ「ジ・アリストクラッツ」のメンバーでもあり、2013年からはジョー・サトリアーニとも共演している。現在、彼はニック・ベッグス（カジャグーグー、スティーヴン・ウィルソン・バンド）のプロジェクトである「ザ・ミュート・ゴッズ」のドラマーでもあり、アルバム『ドゥ・ナッシング・ティル・ユー・ヒア・フロム・ミー』に参加している。
2017年後半、新たなプログレ・スーパーグループの「ザ・シー・ウィズイン」に参加し、2018年のアルバムとツアーに参加した。

## ディスコグラフィ

### ソロ・アルバム
- The Green Mindbomb (1998年)
- Comfortably Homeless (1999年)
- Orchids (2002年)
- 『ブロークン・オレンジ』 - Broken Orange (2003年)
- Normalizer (2003年)
- 『ミエーゼ』 - Mieze (2004年)
- 『楽曲の向こう側』 - Contraire de la chanson (2006年)
- 『ハウス・ワイフ・ドッグ・アンド・トゥ・キッズ』 - House Wife Dog & Two Kids (2007年)
- 『ア・マウス・オヴ・ゴッド - ガール・オヴ・ザ・ウィーク』 - A Mouth Of God - Girl Of The Week (2008年)
- 『キャットスプーン』 - Catspoon (2009年)
- 『ノーマライザー パート2』 - Normalizer 2 (2010年)
- 『イーヴル・スマイルズ・オヴ・ビューティ/サウンド・オヴ・クライム』 - Evil Smiles Of Beauty/Sound Of Crime (2012年)
- 『シンボリック・フォックス』 - Symbolic Fox (2012年) ※ガスリー・ゴーヴァン参加
- EEPS (2014年)
- Celebration (2015年)
- Above The Roses (2016年)
- Schattenspiel (2016年)
- 『ボレゴ』 - Borrego (2017年) ※アレックス・ライフソン、ジョー・サトリアーニ参加

Illegal Aliens
- Thickness (1996年)
- Red Alibis (1997年)
- Time (1998年)
- International Telephone (2000年)
- Swine Songs - Best Of (2006年)

マルコ・ミンネマン/マリオ・ブリンクマン
- Motor (2002年)
- 『シャイニング』 - The Shining (2010年)

Mario Brinkmann and Fabio Trentini
- Disarmed (2005年)

Minnemann/Brinkmann/Trentini/Zimmer
- Play the Police (2007年)

トレイ・ガン
- Modulator (2010年)

マイク・ケネリー/マルコ・ミンネマン
- 『エヴィデンス・オヴ・ヒューマニティー』 - Evidence of Humanity (2010年)

ファイ・ヤーン・ゼク・ウィズ・マルコ・ミンネマン
- 『ダンス・ウィズ・ジ・アニマ』 - Dance with the Anima (2010年)
- 『ディーパー・ウィズ・ジ・アニマ』 - Deeper with the Anima (2012年)

U-Zプロジェクト
- 『アルティメット・ゼロ・ツアー - ライヴ』 - Ultimate Zero Tour - Live (2010年)

ジ・アリストクラッツ
- 『ジ・アリストクラッツ』 - The Aristocrats (2011年)
- Boing, We'll Do It Live (2012年)
- 『カルチャー・クラッシュ』 - Culture Clash (2013年)
- 『シークレット・ショー:ライヴ・イン・オーサカ』 - Secret Show: Live In Osaka (2014年)
- 『トレス・カバイェロス』 - Tres Caballeros (2015年)
- Culture Clash Live! (2015年)
- 『ユー・ノウ・ホワット…?』 - You Know What...? (2019年)

マルコ・ミンネマン&シロー・シレイ
- 『S.M.』 - S.M. (2011年)

トニー・レヴィン、マルコ・ミンネマン、ジョーダン・ルーデス
- 『LMR』 - Levin Minnemann Rudess (2013年)
- 『フロム・ザ・ロウ・オフィセス』 - From The Law Offices Of (2016年)

マイク・ヘンダーソン with マルコ・ミンネマン
- The Veneer of Logic (2013年)

Plini
- The End of Everything (2015年)

ザ・ミュート・ゴッズ
- 『ドゥ・ナッシング・ティル・ユー・ヒア・フロム・ミー』 - Do Nothing Till You Hear From Me (2016年)
- 『緩歩動物は地球を受け継ぐだろう』 - Tardigrades Will Inherit The Earth (2017年)
- 『無神論者と信者』 - Atheists And Believers (2019年)

ザ・シー・ウィズイン
- 『ザ・シー・ウィズイン』 - The Sea Within (2018年)

### その他の参加アルバム
1990年代
- Freaky Fukin Weirdoz : Senseless Wonder (1992年)
- Freaky Fukin Weirdoz : Mao Mak Maa feat. Nina Hagen (1993年)
- Freaky Fukin Weirdoz : Culture Shock (1995年)
- H-Blockx : Fly Eyes (1996年)
- Freaky Fukin Weirdoz : Hula (1997年)
- Keilerkopf : Keilerkopf (1998年)

2000年代
- ポール・ギルバート : 『バーニング・オルガン』 - Burning Organ (2000年)
- Wolfgang Schmid : Special Kick (2001年)
- Wolfgang Schmid : A Swift Kick (2002年)
- Paddy Kelly : In Exile (2002年)
- ネーナ : Nena Feat. Nena (2003年)
- ポール・ギルバート : 『スペース・シップ・ワン』 - Space Ship One (2004年)
- ポール・ギルバート : 『スペース・シップ・ライヴ』 - Space Ship Live (2005年) ※DVD
- Mario Brinkmann : Engineer (2007年)
- Illogicist : The Insight Eye (2007年)
- Various Artists : The Summer Slaughter Tour (2008年) ※ライブDVD。ネクロファジストで参加
- Ephel Duath : Through My Dog's Eyes (2008年)
- マイク・ケネリー : Scambot (2009年)
- UKZ : Radiation (2009年) ※EP
- Dr. Zoltan Øbelisk : Why I Am So Wise, Why I Am So Clever, and Why I Write Such Good Songs (2009年)

2010年代
- トニー・マカパイン : 『トニー・マカパイン』 : Tony MacAlpine (2011年)
- マイク・ケネリー/アンディ・パートリッジ : 『ウイング・ビート・ファンタステック』 - Wingbeat Fantastic (2011年)
- スティーヴン・ウィルソン : Catalog / Preserve / Amass (2012年) ※ライブ
- スティーヴン・ウィルソン : Get All You Deserve (2012年) ※ブルーレイ、DVD
- Paul Cusick : P'dice (2011年)
- Forward Shapes : Legacy (2012年)
- U.K. : 『リユニオン - ライヴ・イン・トーキョー』 : Reunion – Live in Tokyo (2012年)
- Sylencer : A Lethal Dose of Truth (2012年) ※「Wired in the Blood」のゲスト・ドラマー[9]
- Psyaxis : Black Dawn Rising (2012年)
- スティーヴン・ウィルソン : 『レイヴンは歌わない』 - The Raven that Refused to Sing (And Other Stories) (2013年)
- Aaron Ruimy/Marco Minnemann : A Few Minor Modifications (2013年)
- Matte Henderson with Marco Minnemann : The Veneer Of Logic (2013年)[10]
- Ephel Duath : Hemmed by Light, Shaped by Darkness (2013年)
- マイク・ケネリー : 『ユー・マスト・ビー・ディス・トール』 - You Must be This Tall (2013年)
- スティーヴン・ウィルソン : Drive Home (2013年) ※ブルーレイ、DVD
- Nathan Frost : Synecron (2013年)[11]
- The Hushdown : Radio (2014年)
- Syndone : Odysseas (2014年)
- At War With Self : Circadian Rhythm Disorder (2015年)
- スティーヴン・ウィルソン : 『ハンド・キャンノット・イレース』 - Hand. Cannot. Erase (2015年)
- ジョー・サトリアーニ : 『ショックウェイヴ・スーパーノヴァ』 - Shockwave Supernova (2015年)
- Amadeus Awad : Death Is Just A Feeling (2015年)
- マイク・ケネリー : Scambot 2 (2015年)
- スティーヴン・ウィルソン : Transience (2015年)
- スティーヴン・ウィルソン : 『4 1/2』 - 4 1/2 (2016年) ※EP
- ピティス/ミンネマン・プロジェクト : 『ザ・サイキック・プラネタリウム』 - The Psychic Planetarium (2016年)
- Thaikkudam Bridge : "Inside My Head" (2017年) ※シングル
- デワ・ブジャナ : 『マハンディニ - 新たなる大地の夜明け』 - Mahandini (2018年)

## 書籍
- Ultimate Play Along Drum Trax.
- Extreme Interdependence: Drumming Beyond Independence (2001年11月) ※CD付
- Maximum Minnemann (2006年)

## DVD
- Marco Minnemann: Live in L.A. (2007年10月)[12]
- Extreme Drumming (2003年)
- The Marco Show (2006年)